# Ledra truncatifrons
Ledra truncatifrons är en insektsart som beskrevs av Walker 1857. Ledra truncatifrons ingår i släktet Ledra och familjen dvärgstritar. Inga underarter finns listade i Catalogue of Life.